# Matías Kranevitter
Claudio Matías Kranevitter (maˈti.as kɾaneˈβiteɾ; * 21. Mai 1993 in San Miguel de Tucumán) ist ein argentinisch-italienischer Fußballspieler, der seit 2023 bei seinem Heimatverein River Plate unter Vertrag steht. Der defensive Mittelfeldspieler feierte im August 2015 sein Debüt im argentinischen Nationalteam.

## Vereinskarriere

### Anfänge bei River Plate
Kranevitter begann mit dem Fußballspielen beim lokalen CA San Martín de Tucumán, verließ den Verein jedoch mit 12 aufgrund der Armut seiner Familie, die die Vereinsgebühr nicht mehr bezahlen konnte. Um seiner Familie zu dieser Zeit helfen zu können, arbeitete er jahrelang als Caddie und war auch selbst ein guter Golfspieler. Im Jahr 2007 wechselte er im Alter von 14 Jahren zum Hauptstadtverein River Plate, nachdem er bei einem Probetraining überzeugen konnte. Mit der U-20-Mannschaft gewann er im Jahr 2012 die Copa Libertadores Sub-20 und am 2. Dezember desselben Jahres gab er sein Debüt in der ersten Mannschaft beim 1:0-Heimsieg gegen den CA Lanús. In dieser Saison 2012/13 kam er in 5 Ligaspielen zum Einsatz.
Zur Saison 2013/14 wurde er von Trainer Ramón Díaz endgültig in die erste Mannschaft befördert und kam als Ersatz für den gealterten Cristian Raúl Ledesma bereits in 33 Pflichtspielen zum Einsatz. In dieser Saison gewann er mit seinem Verein die die Torneo Final. Nachdem er sich in der darauffolgenden Spielzeit in die Startformation gespielt hatte, verletzte sich Kranevitter im Herbst 2014 am rechten Fuß. In seiner Abwesenheit gewann River im Dezember 2014 die Copa Sudamericana und in der Übergangssaison 2014 kam er dadurch nur in sechs Spielen zum Einsatz. Am 6. August 2015 gewann man mit einem 3:0-Rückspielsieg gegen die Tigres UANL die Copa Libertadores 2015, nachdem das Hinspiel Unentschieden geendet war. Kranevitter war in beiden Spielen von Beginn an im Einsatz.
Am 30. August 2015 bestätigte der spanische Spitzenverein Atlético Madrid die Verpflichtung Kranevitters, wo er einen Fünfjahresvertrag unterzeichnete. Der Erstligist bezahlte für die Dienste des defensiven Mittelfeldspielers eine Ablösesumme in Höhe von acht Millionen Euro, lief in aber für das restliche Jahr 2015 an River Plate aus. In der Saison 2015 bestritt er so 17 Ligaspiele.

### Intermezzo in Spanien
Im Januar 2016 stieß er dann zur Mannschaft Atléticos. Am 14. Februar 2016 bestritt er sein Debüt beim 1:0-Auswärtssieg gegen den FC Getafe. Bei seinem neuen Arbeitgeber schaffte er es jedoch nicht sich in der restlichen Spielzeit 2015/16 in die Startformation zu kämpfen und kam nur zu acht Ligaeinsätzen.
Zur Saison 2016/17 wechselte er auf Leihbasis zum Ligakonkurrenten FC Sevilla. Auch dort konnte er sich nicht langfristig in die Startaufstellung spielen, bestritt 21 Ligaspiele und kehrte nach Ablauf der Spielzeit wieder zu seinem Stammverein zurück.

### 3 Jahre bei Zenit St. Petersburg
Nachdem der Trainer Diego Simeone keine Verwendung für Kranevitter mehr gefunden hatte, verkaufte man ihn am 8. August 2017 für eine Ablösesumme in Höhe von acht Millionen Euro zum russischen Erstligisten Zenit St. Petersburg, wo er mit einem Vierjahresvertrag ausgestattet wurde. Dort traf er auf seine ehemaligen Teamkollegen bei River Plate Sebastián Driussi und Emanuel Mammana. Sein Debüt für die Lvy bestritt er am 9. August 2017 beim 1:1-Unentschieden gegen Ural Jekaterinburg. In seiner ersten Saison 2017/18 war er Stammspieler und absolvierte 33 Einsätze. In der nächsten Saison 2018/19 wurde er aus der Startformation verdrängt und musste die Meistersaison Zenits überwiegend von der Bank aus mit ansehen. Lediglich sechs Kurzeinsätze in der Liga und neun Spiele in Pokalbewerben hatte er am Ende zu Buche stehen.

## Nationalmannschaft
Kranevitter repräsentierte sein Heimatland von August 2012 bis Januar 2013 in vier Spielen der argentinischen U-20-Nationalmannschaft. Er nahm mit dieser Auswahl auch an der U-20-Südamerikameisterschaft teil.
Am 24. August 2015 wurde er im Rahmen der freundschaftlichen Länderspiele gegen Bolivien und Mexiko, als Ersatz für Lucas Biglia, erstmals für die A-Auswahl nominiert. Am 5. September debütierte er beim 7:0-Kantersieg gegen die Bolivianer und stand die gesamte Spieldauer über auf dem Feld.
Im Juni 2016 nahm er mit Argentinien an der Copa América Centenario 2016 in den Vereinigten Staaten teil und kam dort in drei Spielen zum Einsatz. Bei der Finalniederlage gegen Chile wurde er in der 57. Spielminute für Ángel Di María eingewechselt.

## Erfolge
River Plate
- Argentinischer Meister: Torneo Final 2014, 2023[32]
- Copa Sudamericana: 2014
- Recopa Sudamericana: 2015
- Copa Libertadores: 2015
- Copa Suruga Bank: 2015

Zenit St. Petersburg
- Russischer Meister: 2018/19

Nationalmannschaft
- Copa América: Finalist 2016

Individuelle Auszeichnungen
- Copa Libertadores: Team des Jahres 2015